# Noteflight
Noteflight是一个分享和记录乐谱的网络社区。根据官方数据，在2022年Noteflight至少有6.7百万注册用户。注册用户可以免费创作以及记录音乐。用户需要通過付费的方式使用一些高级功能。

## 延伸阅读
- Noteflight Official Website （页面存档备份，存于）
- MuseScore
- LilyPond
- 音乐制作